# Glycyphana nicobarica
Glycyphana nicobarica es una especie de escarabajo del género Glycyphana, familia Scarabaeidae. Fue descrita científicamente por Janson en 1877.
Se distribuye por Laos, Tailandia, islas Andamán y Nicobar. Mide 10,2-11,8 milímetros de longitud.